# Auguste Pomel

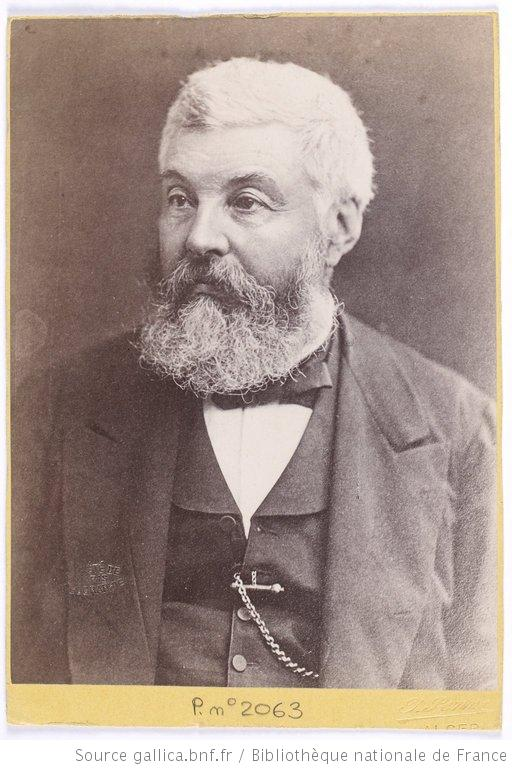
Auguste Pomel

Auguste Nicolas Pomel (* 20. September 1821 in Issoire, Département Puy-de-Dôme; † 1898 in Dra-el-Mizan, Algerien) war ein französischer Geologe, Paläontologe und Politiker, sowie Botaniker. Sein botanisches Autorenkürzel lautet "Pomel".

## Leben und Wirken
Auguste Pomel arbeitete viele Jahre als Ingenieur in algerischen Minen und entwickelte sich zu einem Spezialisten der nordafrikanischen Fossilien. Er war Direktor des service géologique de l'Algérie und Professor für Geologie an der École supérieure des sciences in Algier. Im Jahr 1862 beteiligte er sich am Kolonialisierungsfeldzug nach Ouargla. Pomel war Senator von Oran und 1877 als Diplomat in Tunesien. Auguste Pomel ist Erstbeschreiber des Nashornes Acerotherium lemanense Pomel, 1853, das heute zu Diaceratherium lemanense (Pomel, 1853) gestellt wird sowie auch des Echten Salamanders Chelotriton paradoxus Pomel, 1853.
Am 23. Dezember 1898 wurde er als korrespondierendes Mitglied in die Académie des sciences aufgenommen.

## Ehrungen
Nach ihm sind die Pflanzengattungen Pomelia Durando ex Pomel aus der Familie der Doldenblütler (Apiaceae) und Pomelina (Maire) Güemes & Raynaud aus der Familie der Zistrosengewächse (Cistaceae) benannt.

## Schriften
- Catalogue méthodologique et descriptifdes vertébrés fossiles découverts dans le bassin hydro-graphique supérieur de la Loire, et surtout dans la valléede son affluent principal, l’Allier. Baillière, Paris 1853 (Digitalisat)
- Sur les Alcyonaires fossiles Miocenes de l'Algerie (1868)
- Des races indigènes de l'Algérie et du rôle que leur reservent leurs aptitudes (1871)